# 2000 (dokumentarfilm)
 For alternative betydninger, se 2000 (flertydig). (Se også artikler, som begynder med 2000)
2000 er en dansk dokumentarfilm fra 1999 instrueret af Steen Møller Rasmussen.

## Handling
40 mennesker mødes. 20 par. Hvert par er tilsammen 100 år. I alt 2000 års liv. Gamle mennesker mødes med børn og unge. En 1-årig og en 99-årig. En 2-årig og en 98-årig. Osv. De fortæller historier. Eller gør noget sammen. Lægger arm for eksempel. En overraskende dokumentarfilm om nogle mennesker, der lever lige nu.